# Paul Lambert
Paul Christopher Lambert (Glasgow, Escocia, 7 de agosto de 1969) es un exfutbolista y entrenador. Actualmente está sin equipo.

## Carrera como jugador
Lambert comenzó su carrera en Linwood Rangers en 1984, luego fue transferido al Saint Mirren en 1985. Jugó 8 años en ese equipo antes de ser traspasado al Motherwell en 1993.
En 1996, llegó al Borussia Dortmund de la 1. Bundesliga. Ganó la Liga de Campeones en 1997, derrotando por 3-1 en la final a Juventus el 28 de mayo en Múnich. Jugó muy bien en el mediocampo ayudando a detener a Zinedine Zidane.
En noviembre de 1997, después de jugar un solo año en Alemania, fue comprado por Celtic por 2.000.000 £. En Celtic ganó 4 Ligas escocesas, 2 Copas escocesas y fue capitán en la final de la Copa de la UEFA 2003 que perdieron en la prórroga ante el Porto.
Jugó por su selección 40 partidos e hizo 1 gol, incluidos los 3 partidos de la Copa Mundial de Fútbol de 1998. Finalmente, se retiró en 2005.

## Carrera como entrenador

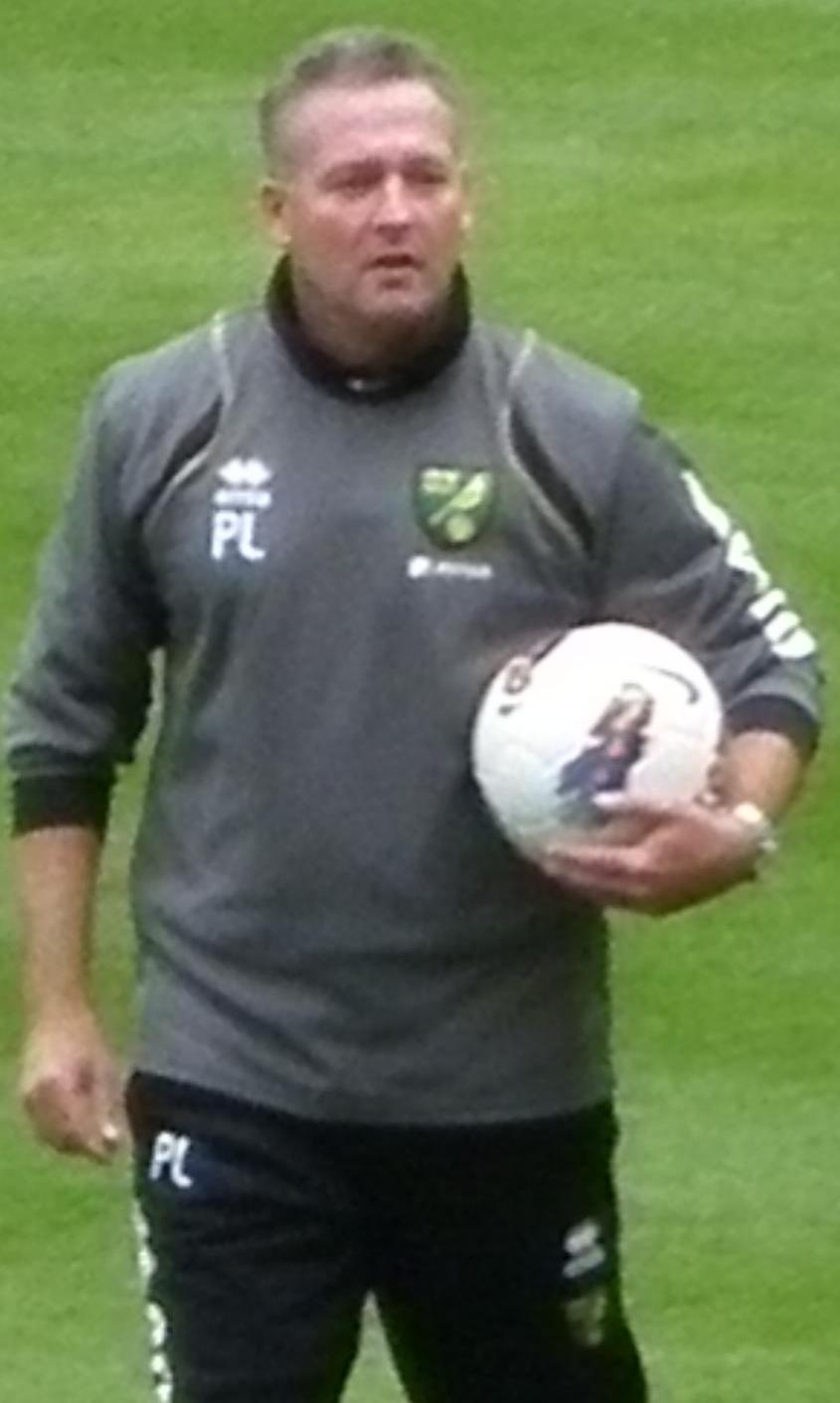
Paul Lambert en el primer entreno con el Norwich City

Después de retirarse, comenzó a entrenar al Livingston. También ocupó los banquillos de Wycombe Wanderers, Colchester United y Norwich City. Logró ascender a este último equipo a la Premier League en 2011 y obtuvo la permanencia, pero decidió dimitir.
En junio de 2012, firmó como nuevo entrenador del Aston Villa. Logró mantener al equipo en la élite en las dos temporadas sucesivas (2012-13 y 2013-14), pero finalmente fue despedido en febrero de 2015, tras sumar 10 partidos consecutivos sin ganar.
En noviembre de 2015, se convirtió en el nuevo técnico del Blackburn Rovers. Aunque consiguió la permanencia en el Football League Championship, optó por no continuar en el cargo.
Al año siguiente, dirigió al Wolverhampton Wanderers, dejando el club a final de temporada tras haber realizado una temporada histórica llegando a semifinales de la EFL Cup.
El 15 de enero de 2018, se incorporó al Stoke City. Dejó el club al término de la temporada, tras no poder alcanzar la permanencia.
El 27 de octubre de 2018, firmó por el Ipswich Town.Equipo que dejó, de mutuo acuerdo, tras no poder ascenderlo el 28 de febrero de 2021.

## Clubes

### Como jugador
| Club              | País     | Año         | Partidos | Goles |
| ----------------- | -------- | ----------- | -------- | ----- |
| Saint Mirren FC   | Escocia  | 1986 - 1993 | 227      | 14    |
| Motherwell FC     | Escocia  | 1993 - 1996 | 103      | 6     |
| Borussia Dortmund | Alemania | 1996 - 1997 | 44       | 1     |
| Celtic            | Escocia  | 1997 - 2005 | 193      | 14    |
| Livingston        | Escocia  | 2005 - 2006 | 7        | 0     |

### Como entrenador
Actualizado al 27 de febrero del 2021
| Club                    | País       | Año         | P   | PG  | PE  | PP  | %      |
| ----------------------- | ---------- | ----------- | --- | --- | --- | --- | ------ |
| Livingston              | Escocia    | 2005 - 2006 | 32  | 5   | 7   | 20  | 22.92% |
| Wycombe Wanderers       | Inglaterra | 2006 - 2008 | 108 | 44  | 29  | 35  | 49.69% |
| Colchester United       | Inglaterra | 2008 - 2009 | 43  | 19  | 7   | 17  | 49.61% |
| Norwich City            | Inglaterra | 2009 - 2012 | 142 | 70  | 35  | 37  | 57.51% |
| Aston Villa             | Inglaterra | 2012 - 2015 | 115 | 34  | 26  | 55  | 37.1%  |
| Blackburn Rovers        | Inglaterra | 2015 - 2016 | 33  | 12  | 8   | 13  | 44.44% |
| Wolverhampton Wanderers | Inglaterra | 2016 - 2017 | 33  | 14  | 5   | 14  | 47.47% |
| Stoke City              | Inglaterra | 2018        | 15  | 2   | 7   | 6   | 28.89% |
| Ipswich Town            | Inglaterra | 2018-2021   | 111 | 37  | 27  | 47  | 41.44% |
| Total                   | Total      | Total       | 632 | 237 | 151 | 244 | 45.46% |